# Siglinde Kallnbach
Siglinde Kallnbach (* 14. Juni 1956 in Tann (Rhön), Hessen) ist eine deutsche, international tätige Künstlerin. Ihr Werk umfasst Performance, Installation, Multimedia, Fotografie und Aktionskunst.

## Ausbildung
Von 1976 bis 1983 studierte sie an der Kunsthochschule Kassel bei Harry Kramer Bildhauerei, Karl Oskar Blase Grafik, Heiner Georgsdorf Kunstpädagogik und Georg Bussmann Kunstwissenschaft. 1977 ging sie für ein Jahr nach Auckland in Neuseeland, und verbrachte dort ein Akademisches Jahr. 1983 schloss sie ihr Studium der Bildenden Kunst u. a. mit der Examensperformance L(e)ine ab und erlangte ihr Staatsexamen in Kunsterziehung und Anglistik. Kallnbach war 1983 Stipendiatin des Evangelischen Studienwerk Villigst. Seither ist Kallnbach als freischaffende Künstlerin tätig. 1985 erhielt sie den Förderpreis der Robert Bosch Stiftung. Studienaufenthalte, Ausstellungen und Projekte führten sie nach Ozeanien und Südostasien. Kallnbach hatte Lehraufträge an der Musashi-Universität in Tokio, WAKO University in Machida bei Tokio, FH Bochum und Kunstakademie Bad Reichenhall. Ausgedehnte Reisen nach Australien, Ozeanien und Südostasien führten Kallbach zur Untersuchung traditioneller Riten, in die sie sich auch einweihen lässt. In Sri Lanka wurde sie in die Kunst des Feuertanzes und in Japan in die Mysterien der Yamabushi-Mönche eingewiesen. 2002 hat sie eine Ausbildung zum Multimedia-Designer absolviert.
Sie lebt und arbeitet in Köln.

## Performances, Aktionen und Installationen
In ihren Performances und Aktionen setzt sich Siglinde Kallnbach seit Ende der 1970er Jahre mit gesellschaftspolitischen Themen wie Diskriminierung, Rassismus, Krieg und Ungerechtigkeit auseinander. Mit Performances, Aktionen und Installationen setzt sie sich mit verschiedenen Arten von Gewalt und mit den rituell-mythologischen Bedeutungen von Elementen wie Feuer. Kallnbach thematisiert die Erniedrigung der Frau in den unterschiedlichen Kulturen anhand der Hexenverfolgung in Europa sowie den brutalen japanischen Porno-Mangas. Zur Veranschaulichung der Gewalt-Demonstration dient auch immer wieder ihr eigener Körper. Sie nimmt ähnlich wie Marina Abramović oder Gina Pane Verletzungen in Kauf. Vermittelt durch ihre Reisen werden außerdem transkulturelle Aspekte wie z. B. elementare menschliche Bedürfnisse und Rituale thematisiert, die kulturübergreifend verglichen werden und Gelegenheit zu Dialog und Austausch bieten. Der Einsatz des eigenen Körpers als Instrument der leiblichen Erkenntnis ist dabei von zentraler Bedeutung – an sich selbst realisiert Kallnbach bis heute die Auswirkungen gesellschaftlicher Zu- oder Missstände, wobei sie sich in ihren frühen Arbeiten häufig in physische Grenzsituationen begab.
Kallnbach bezieht medienübergreifend Fotografien, verschiedene Objekte und Materialien in ihre Performances und Installationen ein, um in symbolischen Handlungen komplexe kulturelle Bedeutungen zu transportieren. Diese lassen sich nicht auf eine hermetisch abgeschlossene individuelle Mythologie beschränken, sondern überführen die eigene existentielle Erfahrung in einen größeren gesellschaftlichen Kontext. Ein wichtiger Aspekt ihrer künstlerischen Arbeit ist auch die aktive Einbeziehung anderer. Im 2. Teil der Trilogie Kleinsassen 1985 etwa konnte sie 360 Beteiligungen aus 39 Ländern der Erde in ihrer Ausstellung vereinen.

### Wunschspur-Wishingtrack
Bei ihrem Projekt Wunschspur-Wishingtrack von 1999–2001 sammelte sie weltweit über 4000 Zukunftswünsche, die sie in eine 461 Meter lange abstrakte Spur verwandelte und Silvester 2000 und 2001 in einem Versorgungstunnel unter dem Rhein in Köln ausrollte.

### a performancelife
Die ursprünglich auf fünf Jahre angelegte Aktion wird wegen des großen Zuspruchs immer wieder verlängert. Siglinde Kallnbachs künstlerische Arbeit steht in enger Verbindung zu Alltag und Leben. Seit sie 2000 zum ersten Mal an Krebs erkrankte, thematisiert sie die Krankheit und ihre Folgen auch in ihrer Kunst, wobei sie das individuelle Leiden in einen größeren gesellschaftlichen Zusammenhang setzt. Die Performance ruft zur Solidarität mit krebskranken Menschen auf. Mit ihrem interaktiven und immerwährendes Projekt a performancelife (seit 2001) zur Bekundung der Empathie mit Krebskranken erschafft Kallnbach Handlungsspielräume zur Freisetzung kreativer Energie, um sie als transformative Kraft Erkrankten, Angehörigen und medizinischem Personal wieder zuzuführen. Die Performance wird fotografisch dokumentiert.
Für ihr nachdrückliches Engagement in gesellschaftlichen Fragestellungen erhielt Kallnbach bereits Mitte der 1980er Jahre in Japan den Künstlernamen die Feuerliebende.

## Solo-Performances und Einzelausstellungen (Auswahl)
- 1978 erste Performances in Neuseeland und Australien
- 1983 Galerie Friedrichstraße ( Affinition), Kassel
- 1984–86 Prozeßkunst-Trilogie (Feuertor u. a.), Kleinsassen/Hessen
- 1987 Judicium Ignis – 500 Jahre Hexenhammer, Ausstellung Hochschulgalerie Werner Kausch und Frauenprozession, Kassel
- 1987 Frankfurt a. M., Karmeliterkloster Refektorium
- 1988 Waseda-Universität, Tokio 1990 Goethe-Inst
- 1990 When will Mr. Saito buy van Gogh's ear?, Performance, Installation und Dokumentation, Heineken Village Gallery, Tokyo
- 1990 Goethe-Institut, Tokio
- 1992  Performance für die letzte Hexe (danach meist Ausstellung mit Performance), Lemgo
- 1992 Ei des Phönix, drei Performances, Theater im Fridericianum, Kassel
- 1993 Fremdenfreude II, Performance und Installation, Schaufenstergalerie Kassel
- 1994 Performance-Festival Die Rose von Jericho, Oldenburg
- 1997 Aktion Rheinspur, GEW Tunnel unter dem Rhein, Ausstellung Rheinspur/Performance taubenrot, Antoniterkirche Köln
- 2000 Wunschspur, Vonderau Museum Fulda
- seit 2001 Kunstprojekt a performancelife
- 2002 Van Gogh's Dream, Performance, Aomori Contemporary Art Center, Aomori/Japan
- 2005 Ausstellung Rheingold – Shinkansen, Kita Gallery, Yamatokooriyama-City / Nara-Ken[1]
- 2007 KunstWerk Köln HC – BC
- 2008/09 Ludwig Forum für Internationale Kunst Aachen[2]

## Gruppenausstellungen
- Siglinde Kallnbach und Albert Merz: Geteilte Wirklichkeit vom 25. August 2019 bis 30. November 2019, Kunstmuseum Ahlen[3]

## Werke in öffentlichen Sammlungen
- Kunstsammlung der Deutschen Bank
- Kölnisches Stadtmuseum
- Vonderau Museum Fulda
- Stadtmuseum Siegburg
- Stadt Kölnischer Kunstbesitz
- Muzej i galerija Ijentnikovca Buca/Centar za kulturu Tivat (Staatliches Museum für zeitgenössische Kunst Tivat/Montenegro)
- Staatliche Kunstsammlungen – Neue Galerie Kassel
- documenta Archiv Kassel
- Kunststation Kleinsassen
- Stadtsparkasse Wuppertal

### Kataloge

#### Kataloge zu Einzelausstellungen (Auswahl)
- Rheingold – Shinkansen, Salon Verlag Köln, 2007, ISBN 978-3-89770-255-4
- Wunschspur – Wishingtrack, Salon Verlag Köln, 2002, ISBN 3-89770-166-9
- Rheinspur, Salon Verlag Köln 1999, ISBN 3-932189-51-5
- Siglinde Kallnbach – Performance, dalebo Verlag, Köln 1995, ISBN 3-9804380-1-5
- Siglinde Kallnbach: Todesmasken für van Gogh/Japan 1990, Kunststation Kleinsassen 1991
- Verbindungen, Kunststation Kleinsassen 1985
- Feuertor, Kunststation Kleinsassen 1984

#### Kataloge zu Gruppenausstellungen (Auswahl)
- 1997 Gabriele Münter-Preis, Katalog der Gruppenausstellung, Bonn
- Alles Prophetinnen, Frauenmuseum Bonn, 2006, ISBN 3-928239-46-5
- Performa 04 – FestiwalSztukj Zywej/Live Art Festival – Private Inpact, Szczecin/Polen, 2004
- Kunst auf Rezept, Salon Verlag Köln 2001, Museum Ratingen 2001 und andere Orte, 2002/2003, ISBN 3-89770-143-X
- Shozo Shimamoto – Siglinde Kallnbach, Japanisches Kulturinstitut Köln, Köln 2000
- Gabriele Münter Preis 1997, Frauen Museum Bonn/Kunsthalle Dominikanerkirche Osnabrück/Galerie am Fischmarkt Erfurt, ISBN 3-928239-35-X
- Stadt der Frauen, Frauenmuseum Bonn 1995
- Multimedialistinnen: Performerinnen-Woche Erfurt, Kunsthaus Erfurt 1992
- InterAzioni - Laboratorio Internationale delle Performances et Installazioni, Cagliari/Sardinien 1990

### Publikationen (Auswahl)
- Siglinde Kallnbach: Performance – der perforierte Begriff – ein Plädoyer gegen die Lehrbarkeit von Performance, in: Marie-Luise Lange (Hrsg.): Performativität erfahren. Aktionskunst lehren – Aktionskunst lernen. Schibri Verlag, Berlin/Milow/Strasburg, 2006, ISBN 3-937895-42-6
- Siglinde Kallnbach: Judicium Ignis: 500 Jahre Hexenhammer – Frauenprozession durch die Kasseler Innenstadt, in: Feministische Kulturpädagogik: Projekte und Konzepte, Akademie Remscheid 1989, ISBN 3-923128-05-3

### Bibliographie
- James Putnam: Art and Artifact. – The Museum As Medium, Thames & Hudson, London 2001, ISBN 0-500-23790-5
- 20 Jahre Frauenmuseum Bonn, Bonn 2001, ISBN 3-928239-49-X
- Religion betrifft uns: Friedrich Spee, Bergmoser + Höller Verlag, ISSN 0936-5141, Aachen 1996
- Thomas Illmaier: Siglinde Kallnbach: Schamanistische Performance, in: Yearbook for Ethnomedicine and the Study of Consciousness, no. 4, Verlag für Wissenschaft und Bildung Berlin 1995, ISBN 3-86135-031-9
- Monografie Tempelopfer und Feuerrituale, in: KUNSTFORUM INTERNATIONAL, Band 130/1995
- EL Interview Siglinde Kallnbach, in: The English Journal, Tokio, März 1992 (mit Audio-Kassette)
- Elisabeth Jappe: Performance Ritual Prozeß – Handbuch der Aktionskunst in Europa, Prestel-Verlag, München/New York 1993, ISBN 3-7913-1300-2
- P.Schmaling: Künstler-Lexikon. Hessen-Kassel 1777–2000, Kassel 2001.